# سمير بن عمر
سمير بن عمر  ولد في 18 مايو 1968 في تونس العاصمة، سياسي ومحامي تونسي، كان نائب تأسيسي في المجلس الوطني التأسيسي التونسي، وهو قيادي في المؤتمر من أجل الجمهورية.

## السيرة الذاتية
درس سمير بن عمر المرحلة الابتدائية في مدرسة باب عليوة في العاصمة، ثم واصل في المدرسة الثانوية في شارع المغرب في الوردية. تابع بن عمر دراساته العليا في كلية العلوم القانونية والسياسية والاجتماعية بتونس (جامعة قرطاج)، أين تحصل على الإجازة ثم شهادة الدراسات المعمقة في العلوم القانونية.

أثناء دراسته في الجامعة، كان نشطا في صفوف الاتحاد العام لطلبة تونس، ولذلك وقع اعتقاله في 1992 حتى 1993. غداة خروجه من السجن، أصبح محاميا، ومنذ 2002، شغل منصب أمين عام الجمعية الدولية لمساندة المساجين السياسيين، وكان من الأعضاء المؤسسين لمركز تونس لاستقلال القضاء والمحاماة وعضو هيئته المديرة في 2003. يعتبر بن عمر كذلك أحد مؤسسي حزب المؤتمر من أجل الجمهورية في 2001.

بعد الثورة التونسية في 2011، عين سمير بن عمر من قبل حزبه ليمثله في الهيئة العليا لتحقيق أهداف الثورة والإصلاح السياسي والانتقال الديمقراطي.

بمناسبة انتخابات 23 أكتوبر 2011، فاز بن عمر بمقعد في المجلس الوطني التأسيسي التونسي عن حزب المؤتمر في ولاية تونس عن دائرتها الأولى.

تم تعيينه في 1 يناير 2012، كمستشار رئيسي لدى رئيس الجمهورية التونسية المنصف المرزوقي. في 1 فبراير من نفس السنة عين رئيسا لكتلة حزبه في المجلس التأسيسي حتى 6 مارس.

## أحداث 25 يوليو
تولى المحامي والبرلماني السابق سمير بن عمر الدفاع عن بعض الوجوه المعروفة الرافضة لإجراءات 25 يوليو و22 سبتمبر 2021 الرئاسية والتي تولى على إثرها الرئيس قيس سعيد قيادة السلطة التنفيذية والتشريعية كما جمد سعيد إختصاصات البرلمان وحل حكومة هشام المشيشي. ومن أبرز هذه الشخصيات: النائب عن ائتلاف الكرامة عبد اللطيف العلوي والإعلامي بقناة الزيتونة عامر عياد واللذان اعتقلا بتهمة إهانة الرئيس في أكتوبر 2021.
كما أعلن بن عمر رفضه أيضا للقرارات الرئاسية قائلا : «بإقراره تعليق العمل بالدستور و حل الهيئة الوقتية لمراقبة دستوري القوانين فقد قيس سعيد شرعيته الدستورية و أصبح خارجا على القانون و من واجب كل القوى الحية بالبلاد العمل على عزله».

## روابط خارجية
- سمير بن عمر على موقع مرصد مجلس.